# بئانتاکه
بئانتاکه (به لاتین: Beantake) یک منطقهٔ مسکونی در ماداگاسکار است که در بخش بتیوکی-آتسیمو واقع شده‌است. بئانتاکه ۱۸٬۰۰۰ نفر جمعیت دارد و ۲۶۱ متر بالاتر از سطح دریا واقع شده‌است.